# Zbór Kościoła Adwentystów Dnia Siódmego w Elblągu
Zbór Kościoła Adwentystów Dnia Siódmego w Elblągu – zbór adwentystyczny w Elblągu, należący do okręgu pomorskiego diecezji zachodniej Kościoła Adwentystów Dnia Siódmego w RP.
Pastorem zboru jest kazn. Mariusz Adamczyk, natomiast starszym – Paweł Gołębiewski. Nabożeństwa odbywają się w kaplicy przy ul. Trybunalskiej 9/2 każdej soboty o godz. 9.30.